# Walter Buschmann

Walter Buschmann (2014)

Walter Buschmann (geboren am 29. Januar 1949 in Hannover; gestorben am 21. Mai 2023 in Köln) war ein deutscher Kunsthistoriker und Denkmalpfleger sowie außerplanmäßiger Professor an der RWTH Aachen. Von 1980 bis 2014 war er als Referent Mitarbeiter des LVR-Amt für Denkmalpflege im Rheinland in Bonn bzw. seit 1985 Brauweiler.

## Leben
Walter Buschmann wurde an der Universität Hannover mit einer Dissertation über die früher eigenständige und heute zu Hannover gehörende Stadt Linden im Jahr 1979 zum Dr.-Ing. promoviert. Am 15. Januar 1980 trat er als praktischer Denkmalpfleger in den Dienst des damals noch in Bonn beheimateten Landeskonservators Rheinland (heute LVR-Amt für Denkmalpflege im Rheinland). Als Gebietsreferent betreute er dort zunächst die Denkmäler der Stadt Essen und des Nordteils des Kreises Kleve. Er wirkte maßgeblich darauf hin, dass die Zeche Zollverein 1986 unter Denkmalschutz gestellt wurde.
Seit 1990 bis zu seinem Ausscheiden zum 1. Mai 2014 war er in der Abteilung Inventarisation Referatsleiter für den Bereich „Technik- und Industriedenkmale“. Mit etwa 2500 Denkmälern in dieser Kategorie weist das Rheinland in Europa eine einmalige Dichte auf. Walter Buschmann stellte diese zuvor weitgehend unbekannten Denkmäler in ungezählten Vorträgen, zahlreichen Aufsätzen und weiterführenden Publikationen einer breiteren Öffentlichkeit vor. Insbesondere auch im Zusammenwirken mit dem „Förderverein Rheinische Industriekultur e. V.“ weckte er mit seinen Forschungen das Interesse des Publikums.
Neben seiner hauptberuflichen Tätigkeit übernahm Walter Buschmann auch wiederholt Lehraufträge, so an den Hochschulen in Essen (GHS), Köln (FH) und Dortmund (TU) sowie seit 1995 auch an der RWTH Aachen. Dort habilitierte er auch 1998 mit einem Großinventar zu den „Zechen und Kokereien im rheinischen Steinkohlenbergbau“, das noch im selben Jahr als erstes Gattungsinventar in der Reihe zu den „Bau- und Kunstdenkmälern von Nordrhein-Westfalen“ publiziert wurde. Ab 2010 lehrte Walter Buschmann an der RWTH Aachen als außerplanmäßiger Professor im Lehr- und Forschungsgebiet Denkmalpflege (Schwerpunkt Technik und Industrie).
Buschmann starb am 21. Mai 2023 nach schwerer Krankheit im Alter von 74 Jahren, beigesetzt wurde er auf dem Kölner Zentralfriedhof Melaten. Seinen wissenschaftlichen Nachlass bewahrt das 
Rheinisch-Westfälische Wirtschaftsarchiv.

## Schriften (Auswahl)
- Linden. Geschichte einer Industriestadt im 19. Jahrhundert. Dissertation, Universität Hannover, Hannover 1979.
- Linden. Geschichte einer Industriestadt im 19. Jahrhundert (= Quellen und Darstellungen zur Geschichte Niedersachsens. Band 92), Lax, Hildesheim 1981, ISBN 3-7848-3492-2 (überarbeitete Neuauflage, Hahn, Hannover 2012, ISBN 978-3-7752-5927-9).
- Zeche Zollverein in Essen (= Rheinische Kunststätten Heft 319) Rheinischer Verein für Denkmalpflege und Landschaftsschutz, Neuss 1987, ISBN 3-88094-576-4 (2. vollständig überarbeitete Auflage 2010, ISBN 978-3-86526-058-1).
- Eisen und Stahl. Texte und Bilder zu einem Leitsektor menschlicher Arbeit und dessen Überlieferung. Klartext Verlag, Essen 1989, ISBN 3-88474-334-1.
- Zechen und Kokereien im rheinischen Steinkohlenbergbau. Aachener Revier und westliches Ruhrgebiet (= Die Bau- und Kunstdenkmäler von Nordrhein-Westfalen. Band 1), Gebr. Mann Verlag, Berlin 1998, ISBN 3-7861-1963-5 (zugleich Habilitation RWTH Aachen 1998).
- mit Norbert Gilson und Barbara Rinn: Braunkohlenbergbau im Rheinland (= Die Bau- und Kunstdenkmäler von Nordrhein-Westfalen. Band 1: Rheinland, Braunkohlenbergbau), Wernersche Verlagsgesellschaft, Worms 2008, ISBN 978-3-88462-269-8.
- Zwischen Rhein-Ruhr und Maas. Pionierland der Industrialisierung – Werkstatt der Industriekultur. Klartext Verlag, Essen 2013, ISBN 978-3-8375-0598-6.
- Das Fördergerüst – Zeche Niederberg 4. in: moderneREGIONAL 14/3 digital.
- als Hrsg.: Industriekultur Düsseldorf und Bergisches Land. Klartext Verlag, Essen 2016, ISBN 978-3-8375-1565-7.
- als Hrsg.: Industriekultur Krefeld und der Niederrhein. Klartext Verlag, Essen 2016, ISBN 978-3-8375-1806-1.
- mit Achim Bednorz: Der Pott. Industriekultur im Ruhrgebiet. Deutsch, Englisch, Französisch. koenemann.com, Köln 202O, ISBN 978-3-7419-2488-0.
- mit Achim Bednorz: Historia Monumentalis Colonia. Band 1: Linksrheinisch. koenemann.com, Köln 2021, ISBN 978-3-7419-3620-3.
- mit Achim Bednorz: Historia Monumentalis Colonia. Band 2 – Schäl Sick. koenemann.com, Köln 2021,  ISBN 978-3-7419-3626-5.